# 卡普里桌山
卡普里桌山（Capri Mensa）是火星科普剌塔斯区位于南纬14度、西经47.4度处的一座桌山，它长约275公里，名称取自火星古典反照率特征。

## 水手谷斯峡谷系统
卡普里桌山（Capri Mensa）是火星科普剌塔斯区位于南纬14度、西经47.4度处的一座桌山，它长约275公里，名称取自一古典反照率特征。卡普里桌山是太阳系最大峡谷系统中的一处台地，该大峡谷几乎可横贯整个美国。整个峡谷系统被称为水手谷，从最西端凤凰湖区的诺克提斯迷宫往东，一直绵延至珍珠湾区的卡普里峡谷和厄俄斯峡谷。峡谷或深谷一词是国际天文学联合会用于指定绵长、陡峭洼地的术语。水手谷是由水手9号任务所发现并命名，它从诺克提斯迷宫向东伸展，并分裂成两道裂谷，北部的提托诺斯峡谷和南部的伊乌斯峡谷；大峡谷中段则分布着宽阔的俄斐峡谷（北）、坎多耳峡谷（中）和墨拉斯峡谷（南）。再往东延伸，就到了科普剌塔斯峡谷段，在科普拉斯峡谷尽头，峡谷变得更宽，形成北面的卡普里峡谷和南面的厄俄斯峡谷。峡谷崖壁通常包含有许多的岩层，而一些峡谷底部则分布着大量的层状沉积物。部分研究人员认为，这些岩层曾经是在峡谷注满流水时所形成。该峡谷既深又长，某些地方深达8-10公里，请记住地球上的大峡谷只有1.6公里深。

## 岩层
峡谷崖壁上岩石的图像几乎总显示出分层，有些岩层看起来比其他层更坚硬。在下面高分辨率成像科学设备所显示的恒河峡谷岩层图像中，可看到上部浅色沉积物的侵蚀速度比下部颜色更深的岩层快得多。火星上一些崖壁显示出有数层较暗的岩石，它们很突出且经常会碎裂成大岩块，这些岩层被认为是坚硬的火山岩，而非较软的沉积火山灰。由于靠近塔尔西斯火山区，岩层可能由一层又一层的熔岩流所构成，可能与大喷发后从空中飘落的沉积火山灰混合在一起。崖壁中的岩层很可能保存了火星悠久的地质史。深色层可能是由较暗的熔岩流造成。深色火山玄武岩在火星上很常见，然而，浅色沉积物可能是由河流、湖泊、火山灰或随风吹落的沙尘沉积物组成。火星探测车发现浅色岩石中含有硫酸盐，硫酸盐矿床很可能是在水中形成，科学家们对此非常关注，因为它们可能含有古代生命的印迹。